# Conrad Haugsted
Conrad Haugsted (født 13. januar 2005 i København) er en cykelrytter fra Danmark, der kører for ColoQuick.
Udover landevejscykling deltager Haugsted også i banecykling. I december 2021 vandt han som 16-årig sammen med Theodor Storm bronzemedalje ved DM i parløb for seniorer.